# جوان شميت
جوان شميت (24 يناير 1920 في أستراليا - 1 مارس 2003) (بالإنجليزية: Joan Schmidt)‏ هي لاعبة كريكت أسترالية. شاركت مع منتخب أستراليا الوطني للكريكت.

## وصلات خارجية
- جوان شميت على موقع إي آس بي آن كريك إنفو (الإنجليزية)